# 25
| 25                 |
| ------------------ |
| Dødsfald - Fødsler |
|                    |

| Gregoriansk kalender | 25 XXV                  |
| Ab urbe condita      | 778                     |
| Armensk kalender     | I/T                     |
| Kinesiske kalender   | 2721 – 2722 甲申 – 乙酉 |
| Etiopisk kalender    | 17 – 18                 |
| Jødisk kalender      | 3785 – 3786             |
| Hindukalendere       |                         |
| - Vikram Samvat      | 80 – 81                 |
| - Shaka Samvat       | N/A                     |
| - Kali Yuga          | 3126 – 3127             |
| Iransk kalender      | 597 BP – 596 BP         |
| Islamisk kalender    | 616 BH – 615 BH         |

Se også 25 (tal)